# Pseudaoria
Pseudaoria is een geslacht van kevers uit de familie bladkevers (Chrysomelidae).
De wetenschappelijke naam van het geslacht werd in 1908 gepubliceerd door Martin Jacoby.

## Soorten
- Pseudaoria floccosa (Tang, 1992)
- Pseudaoria irregulare Tang, 1992
- Pseudaoria yunnana Tang, 1992